# Euceropsylla heyugtramsa
Euceropsylla heyugtramsa är en insektsart som först beskrevs av Caldwell och Martorell 1952.  Euceropsylla heyugtramsa ingår i släktet Euceropsylla och familjen rundbladloppor. Inga underarter finns listade i Catalogue of Life.